# HMS Norfolk (1757)
Pour les autres navires du même nom, voir HMS Norfolk.
Le HMS Norfolk est un bâtiment de 74 canons de la Royal Navy, lancé le 8 décembre 1757 à Deptford.